# Juan Bautista Company Soler
Juan Bautista Company Soler (Albaida (Valencia), 6 de abril de 1699- ?) fue un sacerdote beneficiado de la catedral de Valencia al que Vicente Ximeno atribuyó la traducción castellana de la Ciencia para las personas de corte, espada, y toga de François de La Mothe Le Vayer.

## Biografía
Tras cursar filosofía y teología en la universidad de Valencia, se graduó de doctor según Jimeno en la de Gandía y estudiado luego hebreo, cánones y leyes graduándose en ambos derechos en la universidad de Ávila.
Creado protonotario apostólico por el nuncio papal en España, en 1747 fue recibido de abogado de los Reales Consejos.

## Obra
Jimeno le atribuyó la traducción del francés al español de la Ciencia para las personas de corte, espada, y toga, obra de François de La Mothe Le Vayer, editada en Valencia en 1729, en 6 tomos en 4º, y reimpresa en 1736, ilustrándola y adicionándola con varios tratado, con dedicatoria a Fernando VI de España, siendo príncipe de Asturias. La obra ya había sido traducida al español con el título Escuela de príncipes, y caballeros por el dominico Alonso Manrique, que la había editado en Palermo en 1688. La traducción valenciana, firmada con las iniciales J.B.C.S., se ha atribuido también a José Berni y Catalá.
En el tomo I del novísimo "Expurgatorio de la Inquisición Española", del año 1747, se hallan notados muchos lugares de los 5 primeros tomos de esta obra, que se mandaron expurgar.